# Rito sueco

Cruz de la Orden de los Francmasones de Suecia o Gran Logia de Suecia.

El Rito Sueco es el rito masónico más practicado en Escandinavia (Suecia, Dinamarca y Noruega), además de en Islandia, Finlandia y en una versión modificada en Alemania. Se práctica además en mucha menor medida en los Países Bajos, Francia y España. Bajo una combinación con el Rito Zinnendorf, fue también el rito más popular en Rusia hasta la Revolución rusa de 1917. Es un rito masónico integrado, explícitamente cristiano, directamente emparentado en su origen con el Rito Escocés Rectificado y el Rito Zinnendorf.

## Historia del Rito Sueco
Este rito halla su origen en la reforma de la Estricta Observancia Templaria en la segunda mitad del siglo XVIII, concretamente a partir de 1759. Por ello, es un rito con sentido profundamente cristiano, heredero de la simbología templaria. Al igual que los ritos con los que está directamente emparentados, el Rito Escocés Rectificado y el Rito Zinnendorf, no se reconoce poseedor de la transmisión iniciática templaria, sino solamente de su simbología. Así, en 1759, Carl Fredrik Eckleff estableció el que, a partir de entonces, se denominaría Rito Sueco, pleno de la simbología cristiana, templaria y trinitaria de la Estricta Observancia Templaria, pero alejándolo de los elementos alquímicos y herméticos de esta, así como de las pretensiones políticas de la Orden. El entonces duque de Sudermania Carlos, futuro rey Carlos XIII de Suecia, sería quien sucedería a Eckleff como líder intelectual de la masonería sueca, sentando la base moral cristiana del Rito Sueco.
El duque Carlos será al mismo tiempo Gran Maestre de la Gran Logia de Suecia, así como hasta su desaparición definitiva (1782), Gran Maestre de la VII Provincia de la Orden de la Estricta Observancia Templaria, la provincia correspondiente a la Alemania inferior hasta el Báltico. Johann Wilhelm Zinnendorf, Gran Maestre de la Gran Logia Nacional de Berlín desde 1774, será apoyado abiertamente por el futuro rey de Suecia para conformar un rito que llevaría su nombre, el Rito Zinnendorf. En 1782, en el convento de Wilhelmsbad, el duque Carlos tendrá influencia importante en las reformas a la Estricta Observancia Templaria, para formar de ese modo el Régimen y Rito Escocés Rectificado en Francia. Estas son las razones históricas de porqué estos ritos son tan semejantes, y por lo que guardan hasta el día de hoy derechos de visita irrestrictos.
A partir del reinado de Adolfo Federico de Suecia, todos los reyes del país pertenecerían a la masonería. De igual modo, desde su fundación hasta 1997, todos los grandes maestros de la Gran Logia de Suecia (Svenska Frimurare Orden) han pertenecido a la casa real. En 1811, el rey Carlos XIII de Suecia crearía una Orden civil que llevaría su nombre. Esta orden sólo se concede a no más de 33 masones cristianos protestantes con el grado XI del Rito Sueco.
Este rito será modificado en su estructura en dos ocasiones, en 1780 y en 1801. Al ser un rito practicado actualmente dentro la regularidad administrativa exigida por la Gran Logia Unida de Inglaterra, el Rito Sueco no acepta más que a varones. A ello, la práctica del rito exige que sus miembros sean explícitamente cristianos, negándose la admisión de visitantes no cristianos a los grados capitulares.

## Estructura del Rito Sueco

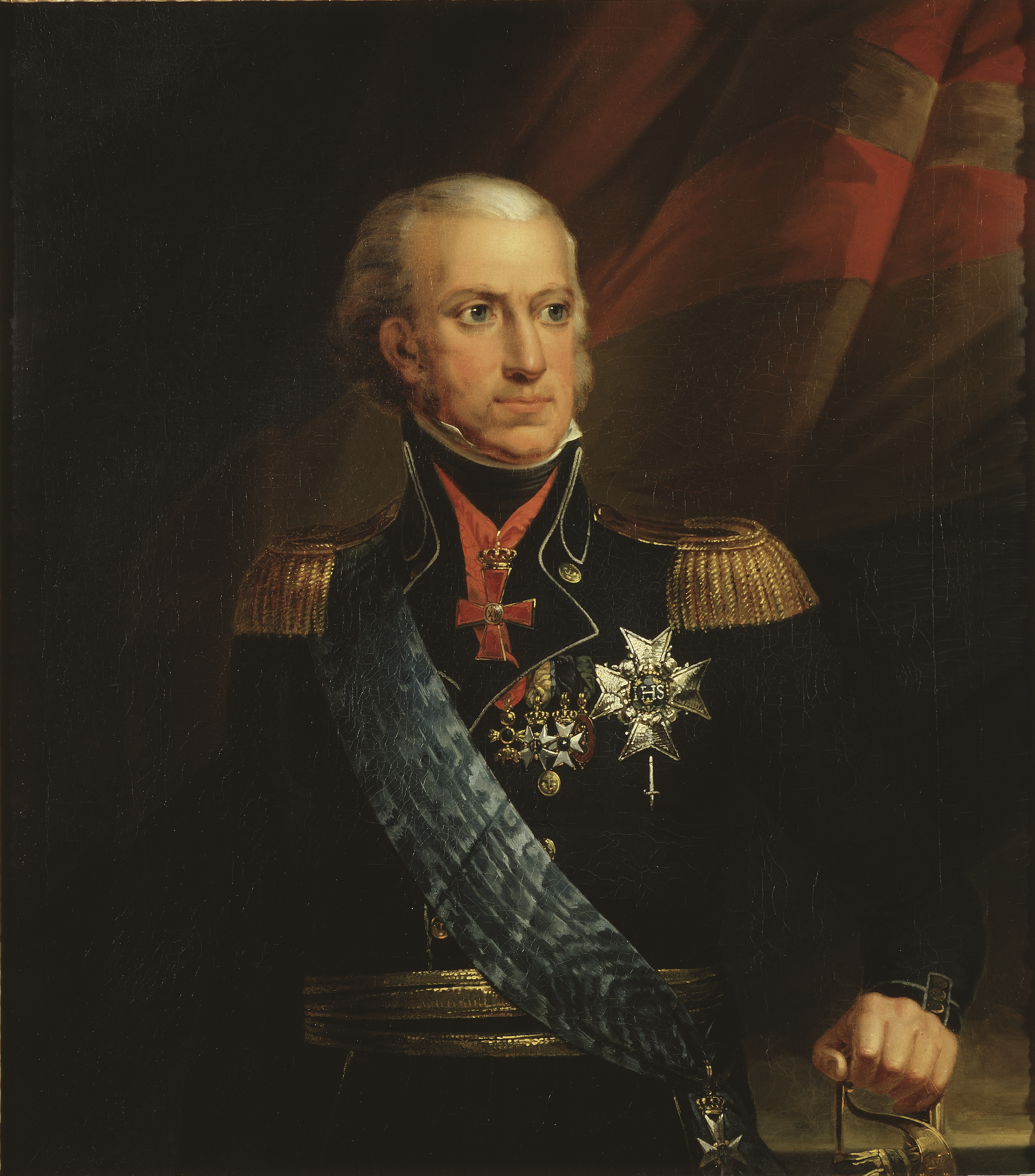
Carlos XIII de Suecia (Carlos II de Noruega), impulsor y protector del Rito Sueco, retratado por Carl Frederik von Breda. Museo Nacional de Estocolmo.

La estructura del Rito Sueco está organizada a partir de un total de once grados repartidos en tres grupos, más un cuarto grado con carácter administrativo. Los dos primeros grupos están dedicados a los santos apóstoles Juan y Andrés, mientras que el tercero se denomina “Capítulo”. El último grado, el grado XI, está en posesión de no más de 60 masones, nombrados directamente por la Gran Logia de Suecia. Los miembros de este grado decimoprimero forman el Gran Capítulo del rito, el cual está presidido por el rey, el príncipe heredero, o bien el segundo varón en la línea sucesoria al trono de Suecia. Existe aún un decimosegundo grado más, el cual lo posee exclusivamente el rey de Suecia, o bien el varón de más alto rango dentro de la familia real.

### Grados de San Juan
1. Aprendiz
2. Compañero
3. Maestro masón o Maestro de San Juan

### Grados de San Andrés
4. Aprendiz de San Andrés
5. Compañero de San Andrés
6. Maestro de San Andrés

### Grados capitulares
7. Muy Ilustre Hermano o Caballero de Occidente o Verdadero templario o Favorito de Salomón
8. Muy Alto e Ilustre Hermano o Caballero del Sur o Maestro templario
9. Hermano Iluminado o Favorito de san Andrés o del Cordón púrpura
10. Hermano de la Cruz o Muy Iluminado

### Grados administrativos
11. Muy Alto e Iluminado Hermano. Caballero Comendador de la Cruz Roja. Gran dignatario del Gran Capítulo
12. Maestro reinante. Stathouder, vicarius Salomonis, sacrificatus, iluminatus, magnus Jeovah